# Anemia mexicana
Anemia mexicana là một loài dương xỉ trong họ Anemiaceae. Loài này được Klotzsch mô tả khoa học đầu tiên năm 1844.

## Hình ảnh

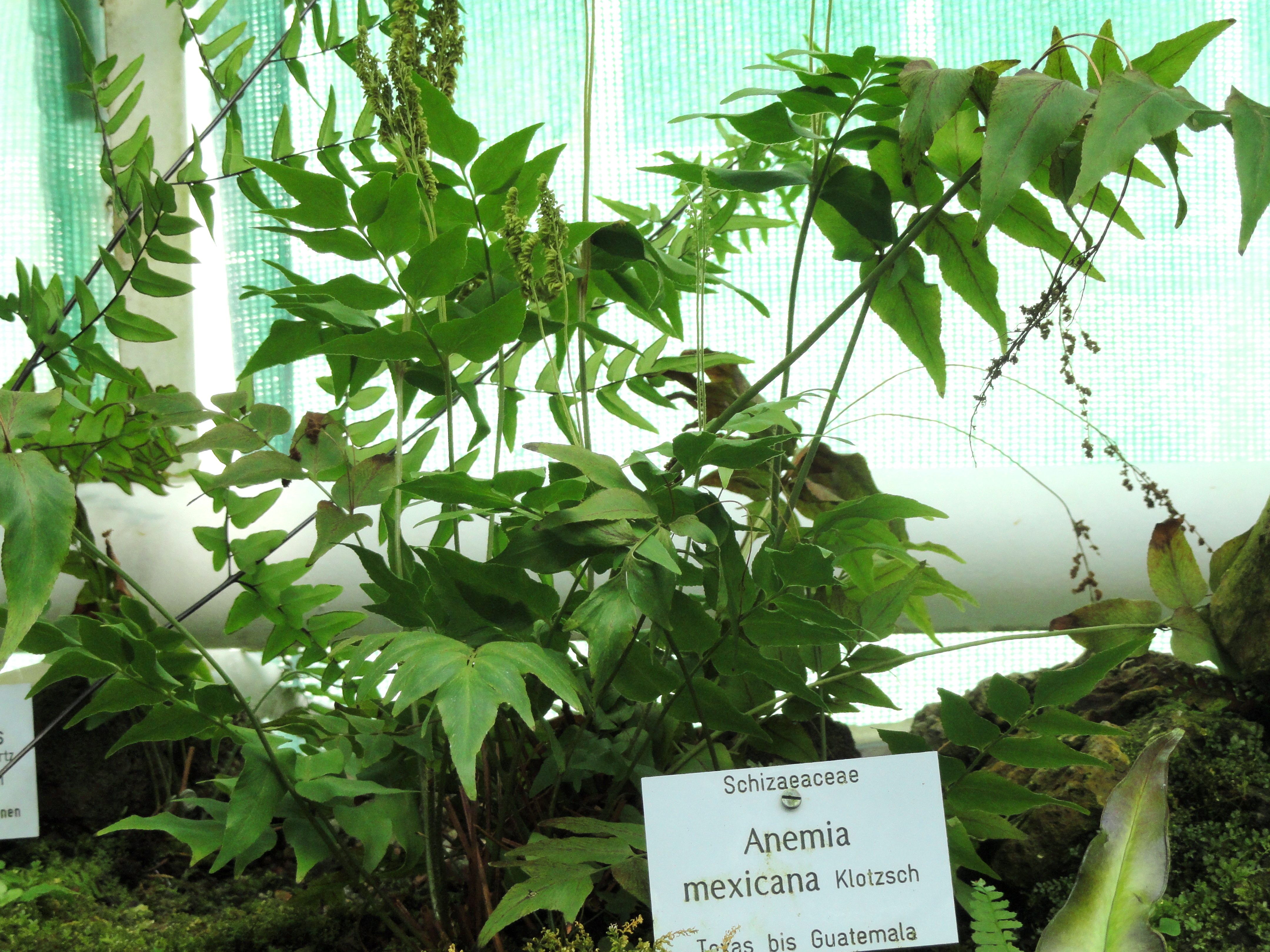
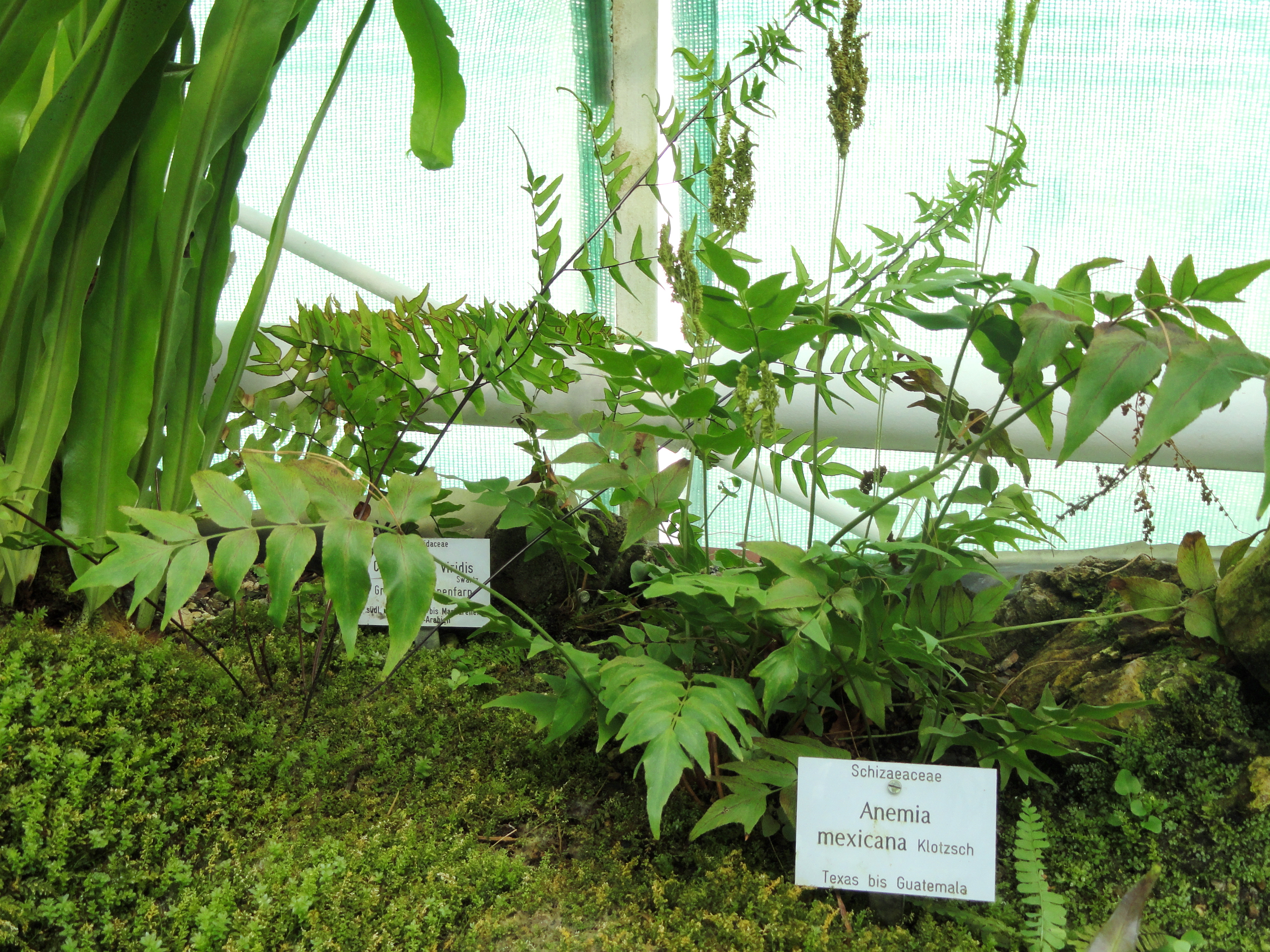
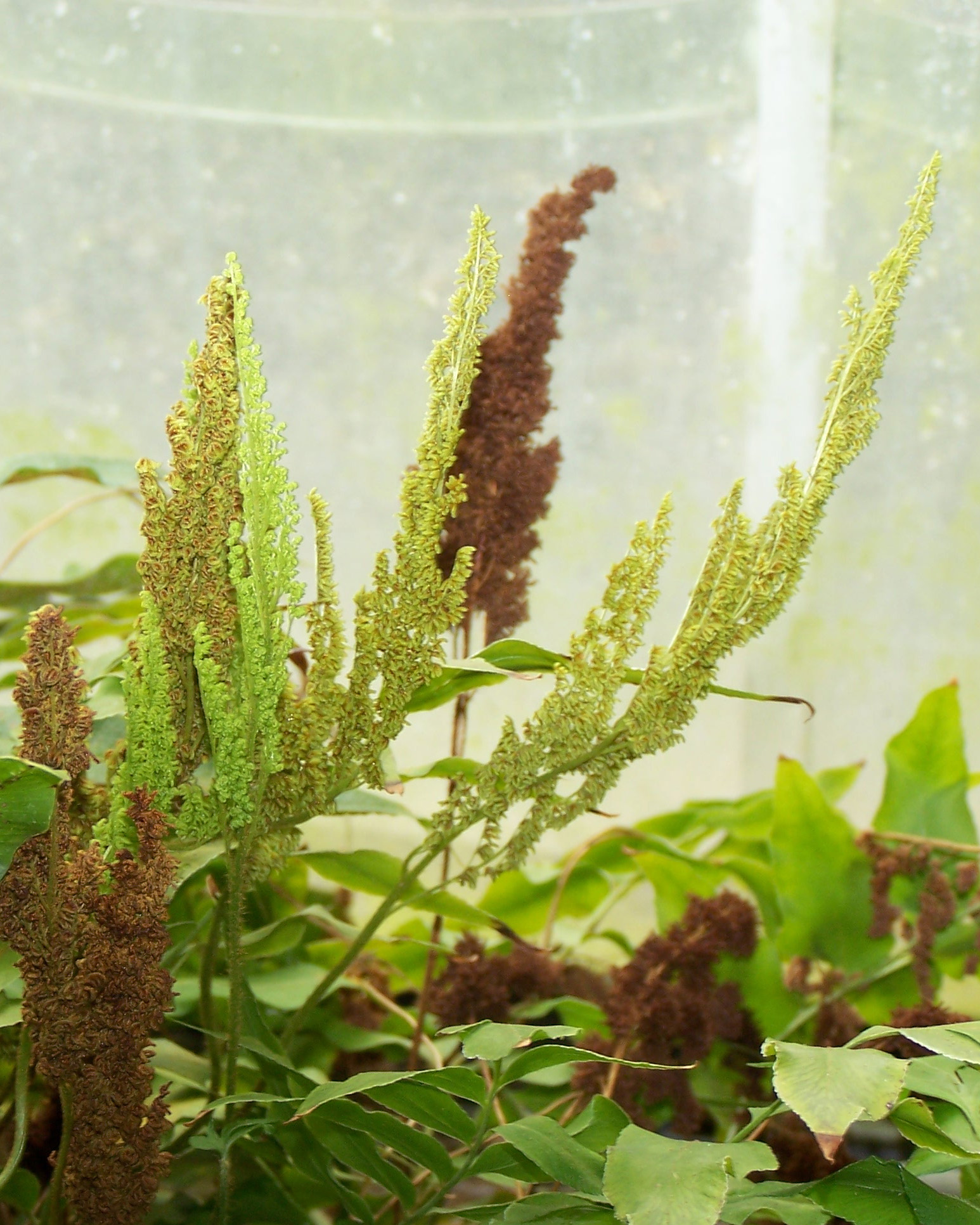